# Whine Up
"Whine Up" is de debuutsingle van de Dominicaans/Amerikaanse zangeres Kat DeLuna, afkomstig van haar album 9 Lives. Het is een samenwerking met Elephant Man. Er bestaan twee versies, een Engelstalige en een Spaanstalige. Alleen de Engelse werd als single uitgebracht.

## Video
DeLuna vroeg fans die in de omgeving van New York wonen een video in te sturen waarin zij dansen op haar nummer. Als ze wonnen, mochten ze meedansen in de videoclip. De videoclip begint op een dak, waar DeLuna voor haar vrienden een stuk opera zingt, tot ze wordt onderbroken door de muziek van "Whine Up". In de scènes daarna is DeLuna dansend te zien in verschillende kleren en op verschillende plekken, beide met veel kleur. In de clip wordt de Whine Up-dans gedanst.
De videoclip was in de week van 10 maart 2008 Superclip op TMF.

## Hitlijsten
De single was succesvol, maar deed het minder goed dan werd verwacht. De promotie was groot en het behaalde de 29e plaats in de Amerikaanse Billboard Hot 100. Het wachten was op een Europese release, die begin 2008 kwam. De single behaalde eerst in Frankrijk de negende positie en vervolgens in de Belgische Ultratop 50 de zesde plek. Niet lang later kwam het tot een Nederlandse release, waarmee het TMF Superclip werd en tot nu toe de 71e plaats in de Single Top 100 behaalde.

## Tracklist

### Promosingle
1. "Whine Up" (Engelse albumversie) – 3:25
2. "Whine Up" (Engelse a capella) – 3:23
3. "Whine Up" (instrumentaal) – 3:28
4. "Whine Up" (Spaanse albumversie) – 3:41
5. "Whine Up" (Spaanse a capella) – 3:38

### Johnny Vicious
1. "Whine Up" (Johnny Vicious Club Drama Mix) - 7:30
2. "Whine Up" (Johnny Vicious Mix Show)
3. "Whine Up" (Johnny Vicious Warehouse Mix Acid Dub)
4. "Whine Up" (Johnny Vicious Spanish Mix)

### Cd-single
1. "Whine Up" (Albumversie) - 3:25
2. "Whine Up" (Johnny Vicious Club Drama Mix) - 7:30